# دانلون (فلوریدا)
دانلون (به انگلیسی: Dunnellon) شهری در شهرستان ماریون ایالت فلوریدا است که در سال ۱۸۹۱ بنیان‌گذاری شده‌است. این شهر طبق سرشماری سال ۲۰۱۰ میلادی، ۱٬۷۳۳ نفر جمعیت داشته و مساحت آن نیز ۱۹٫۳ کیلومتر مربع است.